# Nomisia frenata
Nomisia frenata är en spindelart som först beskrevs av William Frederick Purcell 1908.  Nomisia frenata ingår i släktet Nomisia och familjen plattbuksspindlar. Inga underarter finns listade i Catalogue of Life.